# Pleurophoma latvica
Pleurophoma latvica är en svampart som beskrevs av Moesz & Smarods 1930. Pleurophoma latvica ingår i släktet Pleurophoma, divisionen sporsäcksvampar och riket svampar.   Inga underarter finns listade i Catalogue of Life.